# 角板山雙蓋蕨
角板山雙蓋蕨（学名：Diplazium kappanensis）为蹄蓋蕨科雙蓋蕨屬下的一个种。

## 扩展阅读
- 維基物種上的相關：角板山雙蓋蕨